# آلفرد دانهیل
آلفرد دانهیل (انگلیسی: Alfred Dunhill; ۳۰ سپتامبر ۱۸۷۲ – ۲ ژانویهٔ ۱۹۵۹) مخترع، طراح و کارآفرین اهل بریتانیا بود، که در سال ۱۸۹۳ شرکت آلفرد دانهیل را در شهر لندن تأسیس نمود.